# Blaževo
Blaževo (kyrillisch Блажево) ist ein kleines Dorf mit 183 Einwohnern (2002) in Serbien in der Gemeinde Brus im Verwaltungsbezirk Rasina, unweit vom Naturschutzgebiet Kopaonik. Der kleine Ort verfügt jedoch über ein eigenes Krankenhaus, eine Schule und mehrere Kirchen. Blazevo ist sehr wichtig für die Versorgung der umliegenden Siedlungen und kleinen Dörfer. Seit 1999 gibt es in dem Dorf auch eine kleine Kaserne, die im Zusammenhang mit dem Kosovokonflikt errichtet wurde.